# Mycousteria ellipsoideispora
Mycousteria ellipsoideispora är en svampart som beskrevs av M.L. Farr 1986. Mycousteria ellipsoideispora ingår i släktet Mycousteria, divisionen sporsäcksvampar och riket svampar.   Inga underarter finns listade i Catalogue of Life.